# 愛媛県道22号伊予松山港線
愛媛県道22号伊予松山港線（えひめけんどう22ごう いよまつやまこうせん）は、愛媛県伊予市から松山市までほぼ南北に走る県道（主要地方道）である。

## 概要
国道378号伊予農高北交差点から西方向に分岐し、国道437号との交差点までを結ぶ道路である。
かつて路線の一部が国道56号に指定されていたこと、また松山の海の玄関の1つである三津浜港に接続していることもあり、国道の指定から外れた現在も松山市と伊予市を結ぶ重要路線である。

### 路線データ
- 陸上距離：約12.6 km
- 起点：伊予市下吾川（国道378号交点）
- 終点：松山市三津（国道437号交点）
- 一方通行区間：伊予郡松前町筒井（宗意原交差点）・伊予郡松前町浜 間

## 歴史
- 1993年（平成5年）5月11日 - 建設省から、県道伊予松山港線が伊予松山港線として主要地方道に指定される[1]。

## 路線状況
伊予市

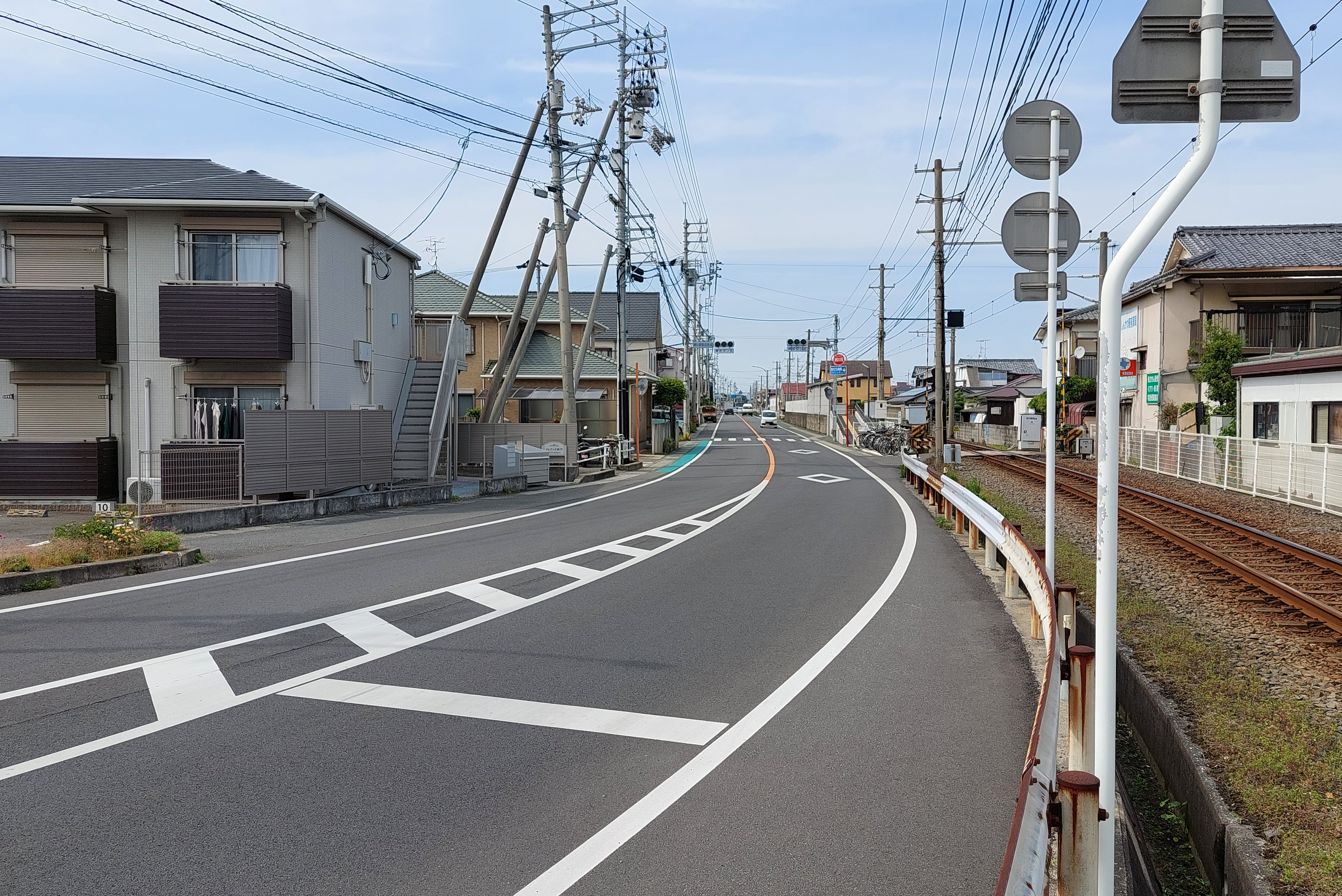
県道22号（伊予市下吾川）

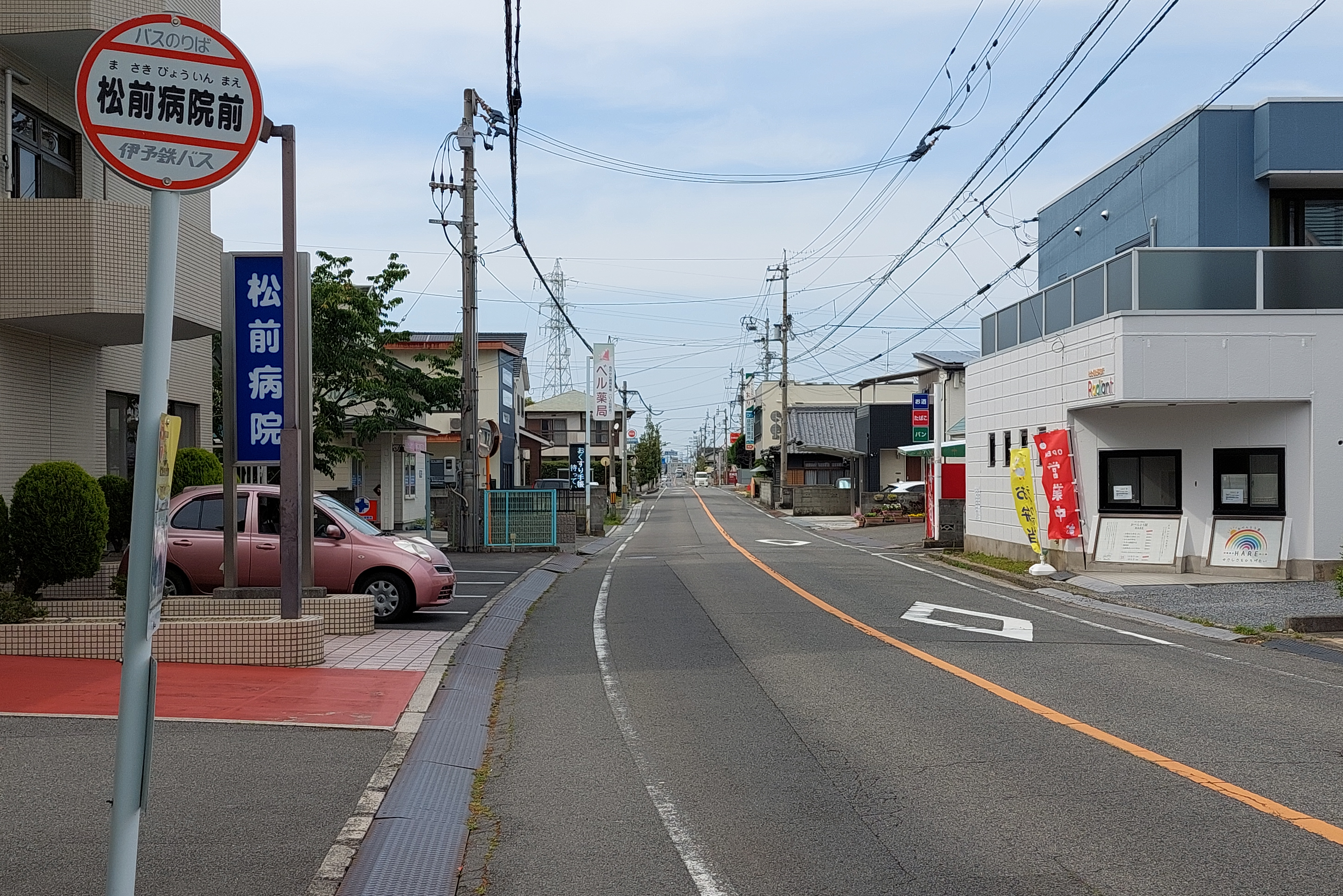
県道22号（松前町筒井）

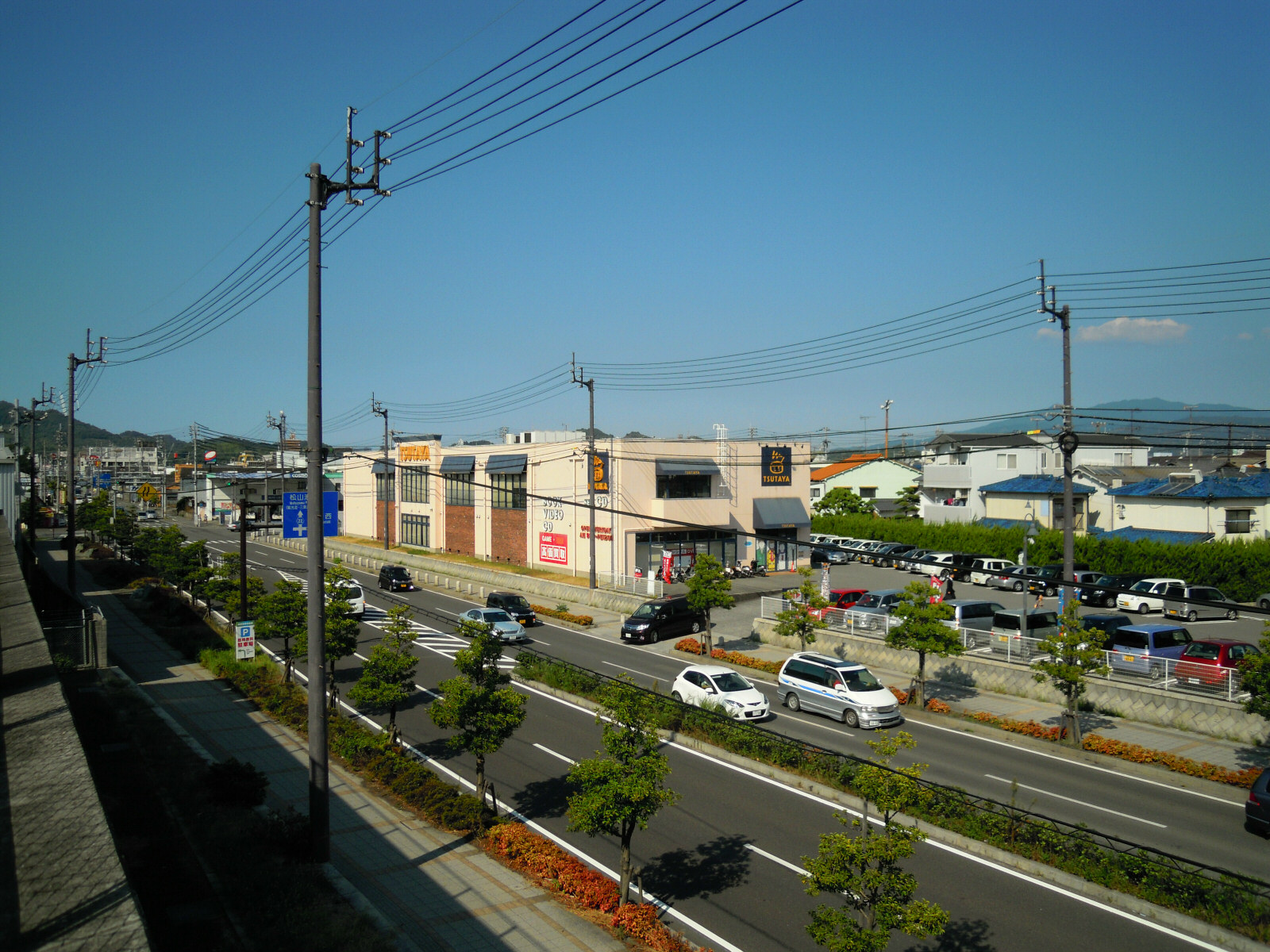
県道22号（松山市大可賀2丁目）

国道378号から分岐した後は、すぐに伊予鉄道郡中線をまたぐ形で交差点が存在する。踏み切りと信号のタイミングが合わないと、長時間足止めを食う。ただ交通量が多くないため、渋滞にまで発展することは少ない。
その後はすぐ東側に伊予鉄道郡中線が併走する。片側1車線が確保された比較的走りやすい道路である。
伊予郡松前町
松前町に入るとすぐに車線幅が極端に狭くなる。中央線は存在するが、トラックやバスなどは中央線をはみ出さなければ通行が困難である。トラック同士等の離合で交通がマヒすることがあるが、渋滞と呼ぶまでの足止めを食うことは少ない。
またこの狭細区間に松前小学校が存在するため、通行には細心の注意が必要となる。
宗意原交差点（松前町筒井）より数百mは一方通行区間に指定されている。伊予市方面からの通行には支障がないが、松山市方面からの通行はできないので、八倉松前線および松山松前伊予線を利用して迂回しなければならない。また（伊予市方面から）宗意原交差点までが、かつて国道56号に指定されていた区間である。（その後の旧国道56号区間は、松山松前伊予線が引き継いでいる。）
その後も狭細区間が東レ愛媛工場前まで続く。車線は狭いがすぐ西側には伊予灘が開け磯の香りが漂う。
東レ愛媛工場前からは片道1車線･両側歩道が確保された道路に変わる。
松山市
重信川をまたぐ川口大橋を越えると松山市に入る。初めは松山でも人口が比較的多い垣生（はぶ）地区を通るため、フジ垣生店やダイキ垣生店等、地元企業の店舗などが並ぶ。またこの垣生地区では当路線が2つに分かれるが、すぐ1本に収束する。
松山空港が西側に見え始めたころ、日中この路線を利用すると、離着陸する飛行機が頭上すぐ近くを通過する。
松山空港線と約400mばかり重複した後は、松山の工業地帯を縦断することになる。帝人・大阪ソーダ・三菱化学・コスモ石油等々化学系大企業の工場群が並ぶ。東側にはさまざまなイベントが行われるアイテムえひめが見える。

### 重複区間
- 愛媛県道18号松山空港線（松山市南吉田 - 松山空港入口交差点）

### 通行禁止区間
- 伊予郡松前町筒井（宗意原交差点）（愛媛県道326号松山松前伊予線交点）・伊予郡松前町浜（愛媛県道214号八倉松前線交点）間
一方通行路指定により、伊予市方面より松山市方面へ向かう車両のみ通行が可能である。

## 地理

### 通過する自治体
- 伊予市
- 伊予郡松前町
- 松山市

### 交差する道路
- 国道378号（起点）
- 愛媛県道326号松山松前伊予線（伊予郡松前町筒井）
- 愛媛県道214号八倉松前線（伊予郡松前町浜）
- 愛媛県道190号久米垣生線（松山市西垣生町）
- 愛媛県道190号久米垣生線（松山市西垣生町）
- 愛媛県道18号松山空港線 旧空港通り（松山市南吉田町）
- 愛媛県道18号松山空港線 新空港通り（松山市北吉田町）
- 愛媛県道219号砥部伊予松山線（松山市大可賀）
- 国道437号

### 沿線にある施設など
- 松山空港（松山市南吉田町）
- 新川駅（伊予鉄道郡中線）（伊予市下吾川）
- 地蔵町駅（伊予鉄道郡中線）（伊予郡松前町北黒田）

公共施設
- アイテムえひめ（愛媛国際貿易センター）（松山市大可賀）

警察署
- 伊予警察署
- 松山西警察署

教育施設
- 愛媛県立伊予農業高等学校（伊予市下吾川）
- 松前町立松前小学校（伊予郡松前町筒井）
- 松山市立垣生小学校（松山市西垣生町）

病院
- 松前病院（伊予郡松前町浜）

その他
- 東レ愛媛工場（伊予郡松前町筒井）
- 帝人松山事業所（松山市北吉田町）
- 大阪ソーダ松山工場（松山市北吉田町）
- 三菱化学松山事業所（松山市大可賀）
- コスモ松山石油（松山市大可賀）